# سیارک ۸۱۳۷
سیارک ۸۱۳۷ (به انگلیسی: 8137 Kviz، نامگذاری:1979SJ) هشت هزار و صد و سی و هفتمین سیارک کشف شده‌است که در ۱۹ سپتامبر ۱۹۷۹ کشف شد.
قدر مطلق سیارک برابر ۱۴٫۹۰ است.